# Eduardo Agra
Eduardo Nilton Agra Galvão, meglio noto come Eduardo Agra (Recife, 31 luglio 1956), è un ex cestista brasiliano.

## Carriera
Con il Brasile ha disputato i Campionati mondiali del 1978 e i Giochi olimpici di Los Angeles 1984.

## Palmarès
- Coppa Intercontinentale: 1

EC Sírio: 1979